# Region Kronoberg
Region Kronoberg, tidigare Kronobergs läns landsting, är region för de 203 216 invånarna i Kronobergs län. Region Kronoberg ansvarar för hälso- och sjukvård. Förutom hälso-, tand- och sjukvård, har Region Kronoberg även ansvar för den regionala utvecklingen i länet och regionen. Region Kronoberg står också för allmänna kommunikationer mellan länets kommuner och bedriver även kulturell verksamhet. Regionen bildades 1 januari 2015 genom en sammanslagning av Landstinget Kronoberg och Regionförbundet Södra Småland.

## Sjukvård
- Centrallasarettet Växjö (CLV)[2]
- Lasarettet Ljungby[2]
- Psykiatriska kliniker på Sigfridsområdet
- 21 vårdcentraler[2]
- 17 kliniker tillhörande folktandvården.[2]

## Länstrafik
Länstrafiken Kronoberg är den del av Region Kronoberg som ansvarar för kollektivtrafiken i länet.

## Kultur
Smålands museum

## Politik
Region Kronoberg styrs sedan 2024 av en koalition mellan Socialdemokraterna och Moderaterna.

### Regionfullmäktige 2022–2026
| Ordförande | Ordförande     | Förste vice ordförande | Förste vice ordförande | Andre vice ordförande | Andre vice ordförande |
| ---------- | -------------- | ---------------------- | ---------------------- | --------------------- | --------------------- |
| M          | Roland Gustbee | S                      | Michael Sjöö           | L                     | Gunnar Nordmark       |

### Regionstyrelsen 2022–2026
| Ordförande | Ordförande              | Förste vice ordförande | Förste vice ordförande | Andre vice ordförande | Andre vice ordförande |
| ---------- | ----------------------- | ---------------------- | ---------------------- | --------------------- | --------------------- |
| S          | Henrietta Modig Serrate | M                      | Ida Eriksson           | KD                    | Anna Zelvin           |

### Nämnderna
| Nämnd                        | Ordförande | Ordförande     | Förste vice ordförande | Förste vice ordförande  | Andre vice ordförande | Andre vice ordförande |
| ---------------------------- | ---------- | -------------- | ---------------------- | ----------------------- | --------------------- | --------------------- |
| Regionala utvecklingsnämnden | M          | René Jaramillo | S                      | Robert Olesen           | C                     | Anna Johansson        |
| Hälso- och sjukvårdsnämnden  | M          | Ida Eriksson   | S                      | Magnus Carlberg         | KD                    | Emil Torstensson      |
| Trafiknämnden                | S          | Joakim Pohlman | M                      | Tilda Ragnarsson        | C                     | Carina Bengtsson      |
| Kulturnämnden                | M          | Magnus Walldén | S                      | Lavinia Strömberg       | L                     | Lars Rejdnell         |
| Patientnämnden               | S          | Peter Freij    | L                      | Charlotte Post Sennehed |                       |                       |

### Mandatfördelning i valen 1916-1966
| 6 | 7 | 23 |

| 6 |  |  | 8 | 20 |

| 6 | 3 | 4 | 7 | 14 |

| 34 |

| 6 | 6 | 3 | 19 |

| 34 |

| 11 | 6 |  | 16 |

| 34 |

| 12 | 6 |  | 15 |

| 34 |

| 12 | 11 | 11 |

| 34 |

| 15 | 9 |  | 8 |

| 33 |

| 15 | 10 |  | 8 |

| 34 |

| 14 | 12 |  | 6 |

| 32 |

| 15 | 10 | 3 | 5 |

| 31 |

| 17 | 8 | 6 | 8 |

| 35 |

| 17 | 10 | 2 | 10 |

| 36 |

| 18 | 10 | 4 | 8 |

| 36 |

| 15 | 12 | 4 | 9 |

### Mandatfördelning i valen 1970–2022
| 16 | 13 | 5 | 5 |

| 33 | 6 |

| 17 | 16 | 2 | 5 |

| 33 | 7 |

| 2 | 18 | 14 | 4 | 7 |

| 37 | 8 |

| 2 | 17 | 13 | 4 | 9 |

| 32 | 13 |

| 2 | 20 | 11 | 2 | 10 |

| 31 | 14 |

| 2 | 19 | 9 | 5 | 10 |

| 32 | 13 |

| 2 | 19 | 2 | 9 | 4 | 2 | 7 |

| 29 | 16 |

| 3 | 16 | 8 | 4 | 4 | 10 |

| 29 | 16 |

| 3 | 20 |  | 8 | 2 | 2 | 9 |

| 30 | 15 |

| 5 | 16 | 2 | 6 | 2 | 5 | 9 |

| 26 | 19 |

| 4 | 18 |  | 7 | 4 | 4 | 7 |

| 23 | 22 |

| 3 | 16 | 2 | 7 | 3 | 4 | 10 |

| 23 | 22 |

| 3 | 15 | 2 | 2 | 5 | 3 | 3 | 12 |

| 23 | 22 |

| 5 | 22 | 3 | 6 | 7 |  | 3 | 13 |

| 34 | 27 |

| 5 | 19 | 8 | 7 | 3 | 5 | 14 |

| 32 | 29 |

| 5 | 21 | 10 | 4 | 3 | 5 | 13 |

| 29 | 32 |

### Valkretsar
Regionsområdet är uppdelat i två valkretsar vid regionsval: 
Västra valkretsen:
- Ljungby kommun
- Markaryds kommun
- Alvesta kommun
- Älmhults kommun

Östra valkretsen:
- Växjö kommun
- Lessebo kommun
- Uppvidinge kommun
- Tingsryds kommun.